# Optische schijfeenheid
Een optische schijfeenheid is een apparaat dat optische schijven als cd's, dvd's en andere kan lezen en meestal branden. Elke eenheid heeft haar eigenschappen en mogelijkheden, zoals de snelheid van lezen en schrijven van een schijfsoort en of die een schijfsoort wel kan lezen, schrijven of branden.